# دهستان سیس (شبستر)
دهستان سیس یکی از دهستان‌های استان آذربایجان شرقی است که در بخش مرکزی شهرستان شبستر واقع شده‌است.